# Virtual Hard Disk
Virtual Hard Disk (VHD) oraz nowsza wersja VHDX (Virtual Hard Disk v2) – format pliku wirtualnego dysku twardego. Może zawierać dokładnie to samo, co znajduje się na partycjach fizycznych dysków, czyli pliki, foldery, system plików czy partycje. Najczęściej używany jest jako dysk maszyn wirtualnych. Format pliku pierwotnie został stworzony przez firmę Connectix, następnie przejętą przez Microsoft, która stworzyła Microsoft Virtual PC. W czerwcu 2005 Microsoft udostępnił specyfikację plików VHD dla firm trzecich zgodnie z licencją Microsoft Open Specification Promise.

## Właściwości
Plik dysku wirtualnego (VHD) pozwala na to, aby wiele systemów operacyjnych znajdowało się oraz było uruchomionych równocześnie na jednej maszynie (hoście). Taka metoda pozwala programistom na testowanie oprogramowania na różnych platformach i systemach bez ponoszenia większych kosztów, bez potrzeby instalacji osobnych dysków twardych czy też tworzenia dla nich osobnych partycji na danym fizycznym dysku twardym. Plik taki można też podłączyć w systemie Windows 7 jako osobną partycję.

### Formaty wirtualnych dysków twardych
Pliki VHD są przechowywane jak inne pliki, na fizycznym dysku twardym. Aby ułatwić zarządzanie nimi, stworzono kilka typów pliku VHD, które są obsługiwane przez Microsoft Virtual PC oraz Microsoft Virtual Server:
- stały obraz dysku (ang.: Fixed hard disk image) – plik o stałej wielkości, równej wirtualnemu dyskowi twardemu,
- dynamiczny obraz dysku (ang.: Dynamic hard disk image) – plik ma wielkość równą wielkości plików na wirtualnym dysku plus rozmiar nagłówka pliku,
- przyrostowy obraz dysku (ang.: Differencing hard disk image) – zawartością pliku są wyłącznie zmiany w strukturze plików dysku wirtualnego, w odniesieniu do dysku macierzystego (jest to osobny plik, działający tylko w równoczesnej obecności dysku macierzystego),
- linkowany (ang.: Linked to a hard disk) – plik zawierający bezpośrednie odniesienie do fizycznego dysku twardego lub partycji na fizycznym dysku twardym.

### Funkcja "cofnij" (kopie migawkowe)
Przyrostowe dyski wirtualne pozwalają na cofanie zmian dokonanych w systemach operacyjnych, ich strukturze plików, konfiguracji i oprogramowaniu. Zmiany dokonywane podczas pojedynczej sesji zapisywane są jako osobny plik. Po zakończeniu pracy można odrzucić wprowadzone w danej sesji zmiany lub włączyć je w obraz dysku macierzystego.

### Ograniczenia
Format VHD jest ograniczony do 2 TB danych dla dysków dynamicznych i przyrostowych.